# UFC 219
UFC 219: Cyborg vs. Holm（ユーエフシー・ツーナインティーン：サイボーグ・バーサス・ホルム）は、アメリカ合衆国の総合格闘技団体「UFC」の大会の一つ。2017年12月30日、ネバダ州ラスベガスのT-モバイル・アリーナで開催された。

## 大会概要
本大会のメインイベントではUFC世界女子フェザー級タイトルマッチとして王者クリスチャン・サイボーグと挑戦者ホリー・ホルムの対戦が組まれ、サイボーグが王座防衛に成功した。

## 試合結果

### アーリープレリム
第1試合 バンタム級 5分3R
○  ティム・エリオット vs.  マーク・デラロサ ×
2R 1:41 アナコンダチョーク

### プレリミナリーカード
第2試合 フライ級 5分3R
○  マテウス・ニコラウ vs.  ルイス・スモルカ ×
3R終了 判定3-0（30-26、30-26、30-25）
第3試合 ミドル級 5分3R
△  マーヴィン・ヴェットーリ vs.  オマリ・アフメドフ △
3R終了 判定1-0（28-28、29-28、28-28）
第4試合 フェザー級 5分3R
○  マイルズ・ジュリー vs.  リック・グレン ×
3R終了 判定3-0（30-27、30-27、30-27）
第5試合 ライトヘビー級 5分3R
○  ミハル・オレクシェイチュク vs.  カリル・ラウントリー ×
3R終了 判定3-0（30-27、30-27、30-27）

### メインカード
第6試合 ウェルター級 5分3R
○  ニール・マグニー vs.  カーロス・コンディット ×
3R終了 判定3-0（30-27、30-27、29-28）
第7試合 女子ストロー級 5分3R
○  カーラ・エスパルザ vs.  シンシア・カルビーリョ ×
3R終了 判定3-0（29-28、29-28、29-28）
第8試合 ライト級 5分3R
○  ダン・フッカー vs.  マーク・ディアケイシー ×
3R 0:42 ギロチンチョーク
第9試合 ライト級 5分3R
○  ハビブ・ヌルマゴメドフ vs.  エジソン・バルボーザ ×
3R終了 判定3-0（30-25、30-25、30-24）
第10試合 UFC世界女子フェザー級タイトルマッチ 5分5R
○  クリスチャン・サイボーグ vs.  ホリー・ホルム ×
5R終了 判定3-0（49-46、48-47、48-47）
※サイボーグが王座の初防衛に成功。

### 各賞
ファイト・オブ・ザ・ナイト： クリスチャン・サイボーグ vs. ホリー・ホルム
パフォーマンス・オブ・ザ・ナイト： ハビブ・ヌルマゴメドフ、ティム・エリオット
各選手にはボーナスとして5万ドルが授与された。

### カード変更
負傷などによるカードの変更は以下の通り。